# Piémontite
La piémontite est une espèce minérale du groupe des silicates, sous-groupe des sorosilicates, composée de silicate de calcium, manganèse, aluminium et fer, de couleur rose à violacée, de formule Ca2(Mn3+,Fe3+)(Al,Mn3+)2 [O|OH|SiO4|Si2O7] avec des traces de Fe, Ti,Na,K,H2O. Certains cristaux peuvent atteindre 8 cm.

## Historique de la description et appellations

### Inventeur et étymologie
La première analyse chimique est attribuée à Axel Frederik Cronstedt en 1758, il la nomme alors röd magnesia. Le Chevalier Napione refait les analyses de Cronsted et donne le nom de "Manganèse rouge". René Just Haüy en 1801 propose le nom de Manganèse oxidé violet silicifère. Puis sur proposition de Louis Cordier faite en 1803, Haüy adopte le nom d'épidote mangésifère dans son traité de 1822. En 1853, Kenngott propose le nom de Piedmontite, que la modernité a transformé en piémontite. Le Piémont, étant alors la région d'origine du topotype (Depuis, la région d'Aoste est une région autonome).

### Topotype
Mine de Prabornaz, St Marcel, Val d'Aoste, Italie

### Synonymie
- Epidote manganésifère (Cordier)
- Piedmontite (Kenngott)
- Withamite : initialement décrite comme une épidote riche en manganèse, découverte à Glen Coe, Strathclyde (Argyllshire) Écosse. Dédiée à Witham, qui est le découvreur de cette pseudo-variété en 1825[6], désigne en fait la piémontite[7].

## Caractéristiques physico-chimiques

### Variété
- Strontian Piemontite : variété riche en strontium, trouvée à Falotta, Tinzen, Albulatal, Grisons en Suisse[8].

### Cristallochimie
La piémontite fait partie du groupe de l'épidote.

#### Groupe de l'épidote
L'épidote sert de chef de file à un groupe de formule générique :
X2Y3 (Si2O7) (SiO4) O (OH,F) dans laquelle :
- X = Ca2+, Fe2+, Mn2+, Mn3+, Ce3+, La3+, Y3+, Th3+ ;
- Y = Al3+, Fe3+, Fe2+, Mn3+, Mn2+, Ti4+ ;

soit, par exemple :
Ca2(Al, Fe)3(SiO4)3(OH).
C'est un groupe de vingt minéraux, comprenant 19 sorosilicates monocliniques et un sorosilicate orthorhombique (la zoïsite).

### Cristallographie
- Paramètres de la maille conventionnelle : a = 8.843, b = 5.665, c = 10.15, Z = 2 ; bêta = 115.4°, V = 459.32
- Densité calculée = 3,53

## Gîtes et gisements

### Gîtologie et minéraux associés
GîtologieDans les roches métamorphiques, schiste vert et amphibolites.
Dans les gisements de manganèse métasomatisés.
Dans les veines hydrothermales de basses températures, altérées en rhyolites, andésites et diorites.
Minéraux associésBraunite, calcite, glaucophane, greenovite, orthose, quartz, trémolite, violane.

### Gisements remarquables
- Canada
  - Rémigny armenite occurrence, Rémigny, Témiscamingue RCM, Abitibi-Témiscamingue, Québec[9]
- France
  - Mines du Costabonne, Prats de Mollo-La Preste, Céret, Pyrénées-Orientales, Languedoc-Roussillon [10]
  - Mine d'Anglade, Salau, Seix, Ariège, Midi-Pyrénées [11]
- Italie
  - Mine de Prabornaz, St Marcel, Val d'Aoste (Topotype)
  - Monte Corchia, Stazzema, Alpes apuanes, Lucca, Toscane[12]
  - Castagnola, Vagli di Sotto, Alpes apuanes, Province de Lucca[13]
- Suède
  - Jakobsbergsgruvan, Nordmark, Filipstad, Värmland

## Galerie

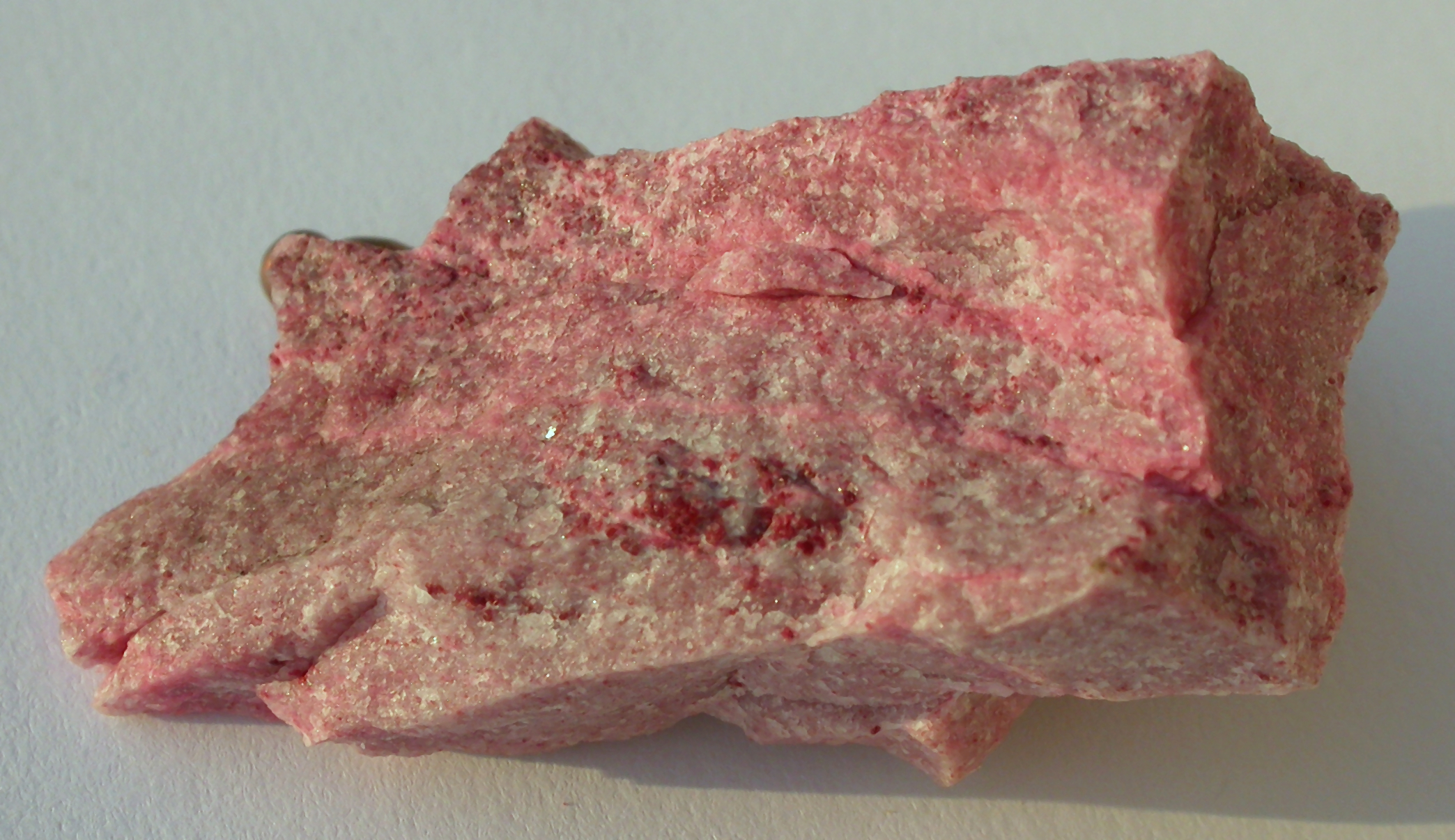
Piémontite Norvège